# Liste der Biografien/Maru
Liste der Biografien |
Portal Biografien |
Personensuche
# |
A |
B |
C |
D |
E |
F |
G |
H |
I |
J |
K |
L |
M |
N |
O |
P |
Q |
R |
S |
T |
U |
V |
W |
X |
Y |
Z |
?
 
Ma |
Mb |
Mc |
Md |
Me |
Mf |
Mg |
Mh |
Mi |
Mj |
Mk |
Ml |
Mm |
Mn |
Mo |
Mp |
Mq |
Mr |
Ms |
Mt |
Mu |
Mv |
Mw |
Mx |
My |
Mz
 
Maa |
Mab |
Mac |
Mad |
Mae |
Maf |
Mag |
Mah |
Mai |
Maj |
Mak |
Mal |
Mam |
Man |
Mao |
Map |
Maq |
Mar |
Mas |
Mat |
Mau |
Mav |
Maw |
Max |
May |
Maz
 
Mara |
Marb |
Marc |
Mard |
Mare |
Marf |
Marg |
Marh |
Mari |
Marj |
Mark |
Marl |
Marm |
Marn |
Maro |
Marp |
Marq |
Marr |
Mars |
Mart |
Maru |
Marv |
Marw |
Marx |
Mary |
Marz
Die Liste der Biografien führt alle Personen auf, die in der deutschsprachigen Wikipedia einen Artikel haben. Dieses ist eine Teilliste mit 108 Einträgen von Personen, deren Namen mit den Buchstaben „Maru“ beginnt.

## Maru
- Maru, Peter (* 2003), ugandischer Langstreckenläufer
- Maru, Shadrack (* 1978), kenianischer Marathonläufer

### Marua
- Maruani, Margaret (1954–2022), französische Soziologin

### Marub
- Marubashi, Chūya († 1651), japanischer herrenloser Samurai (Rōnin)

### Maruc
- Marucelli, Francesco (1625–1703), italienischer Abt, Bibliograph und Bibliophiler
- Maruchin, Daniil (* 1999), kasachischer Radrennfahrer

### Marue
- Maruéjouls, Émile (1837–1908), französischer Rechtsanwalt und Politiker

### Maruf
- Maʿruf, Taha Muhi ad-Din († 2009), irakischer Politiker
- Marufuji, Naomichi (* 1979), japanischer Wrestler

### Marug
- Maruge, Kimani († 2009), kenianischer Schüler, ältester Grundschüler der Welt

### Maruh
- Maruhashi, Yūsuke (* 1990), japanischer Fußballspieler
- Maruhn, Joachim (* 1949), deutscher Physiker
- Maruhn, Jürgen (1937–2013), deutscher Volkswirt, politischer Publizist, Journalist und Politiker (SPD)
- Maruhn, Karl (1904–1976), deutscher Mathematiker
- Maruhn, Siegfried (1923–2011), deutscher Journalist

### Maruk
- Maruk, Dennis (* 1955), kanadischer Eishockeyspieler
- Marukawa, Taisei (* 1997), japanischer Fußballspieler
- Marukawa, Tamayo (* 1971), japanische Politikerin
- Maruki, Iri (1901–1995), japanischer Maler im Nihonga-Stil
- Maruki, Toshi (1912–2000), japanische Malerin, Autorin und Pazifistin
- Marukjan, Edmon (* 1981), armenischer Politiker, Rechtsanwalt u. Abgeordneter

### Marul
- Marulanda López, Fabián (* 1933), kolumbianischer Geistlicher, römisch-katholischer Bischof
- Marulanda, Manuel († 2008), kolumbianischer Anführer der FARC, ältester Guerillaführer LateinamerikasManuel Marulanda († 2008)

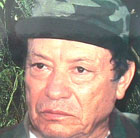
Manuel Marulanda († 2008)

- Marulić, Marko (1450–1524), kroatischer Dichter und europäischer Humanist
- Marull, Laia (* 1973), spanische Schauspielerin
- Marullo di Condojanni, Carlo (* 1946), italienischer Hochschullehrer, Großkanzler des Malteserordens
- Marullo di Condojanni, Vittorio (1907–1982), italienischer Großkanzler des Malteserordens
- Marullo, Giuseppe († 1685), neapolitanischer Maler des Barock
- Marullus, römischer Präfekt von Judäa (37–41)
- Marullus, Michael († 1500), lateinischer Dichter

### Marum
- Marum, Ludwig (1882–1934), deutscher Rechtsanwalt, Politiker (SPD), MdR und Opfer des NS-Regimes
- Marum, Martinus van (1750–1837), niederländischer Arzt, Naturforscher, Chemiker und Wissenschaftler
- Marum-Lunau, Elisabeth (1910–1998), deutsche Juristin, Widerstandskämpferin
- Marumo, Kei (* 1992), japanische Synchronschwimmerin
- Marumoto, Yūhei (* 1991), japanischer Fußballspieler

### Marun
- Marunde, Andrea (* 1964), deutsche Volleyball- und Beachvolleyballspielerin
- Marunde, Regina (* 1968), deutsche Radrennfahrerin
- Marunde, Wolf-Rüdiger (* 1954), deutscher Zeichner und CartoonistWolf-Rüdiger Marunde (* 1954)

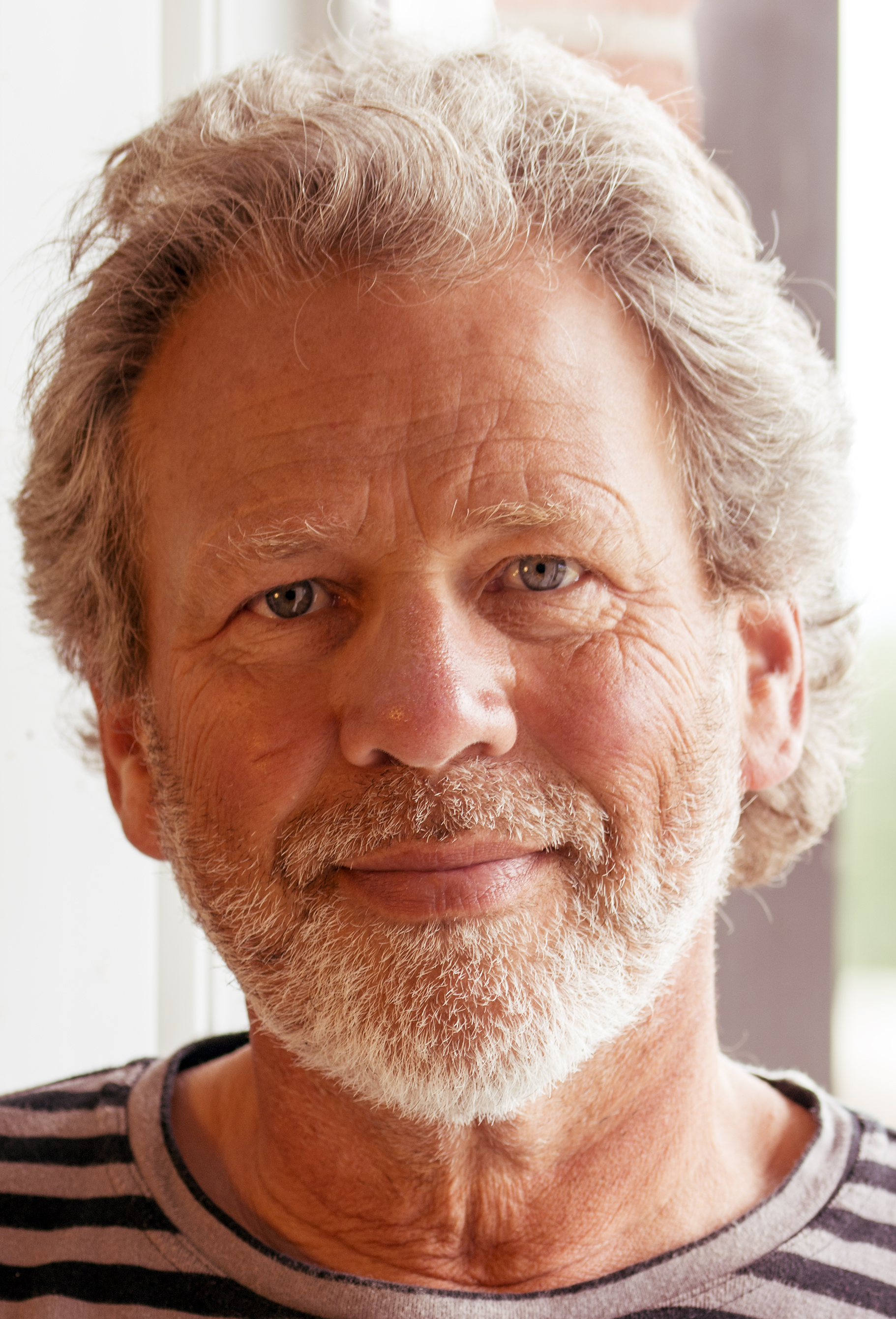
Wolf-Rüdiger Marunde (* 1954)

- Marung, Carl (1813–1890), deutscher Arzt und Mitglied der Mecklenburgischen Abgeordnetenversammlung
- Marung, Karl Erich (1876–1961), deutscher Arzt und Ministerialbeamter
- Marung, Max (1839–1897), deutscher Arzt und Landphysicus für das Fürstentum Ratzeburg

### Maruo
- Maruo, Satoshi (* 1991), japanischer Geher
- Maruo, Suehiro (* 1956), japanischer Mangaka
- Maruo-Schröder, Nicole, deutsche Amerikanistin
- Maruoka, Hideko (1903–1990), japanische Gesellschaftskritikerin und Feministin
- Maruoka, Mitsuru (* 1996), japanischer Fußballspieler
- Maruoka, Satoru (* 1997), japanischer Fußballspieler

### Marur
- Marurai, Jim (1947–2020), neuseeländischer Politiker der Cookinseln, Premierminister der Cookinseln (2004–2010)

### Marus
- Marus, Bischof von Trier
- Marusak, Jiří (* 1975), tschechischer Eishockeyspieler
- Marusarz, Andrzej (1913–1968), polnischer Skisportler
- Marusarz, Stanisław (1913–1993), polnischer Skisportler
- Marusarz, Wojciech (* 1993), polnischer Nordischer Kombinierer
- Marusch, Alexander (* 1977), deutscher Schauspieler, Regisseur und Dozent
- Marusch, Werner (* 1933), deutscher Landwirt und Politiker (DBD, SPD), MdVK
- Maruschka, Christian (* 1971), deutscher Basketballfunktionär
- Maruschtschak, Dmitri Wladimirowitsch (* 1980), russischer Freestyle-Skier
- Marusek, David (* 1951), US-amerikanischer Autor
- Marusha (* 1966), deutsche DJ, Moderatorin, Produzentin und SchauspielerinMarusha (* 1966)

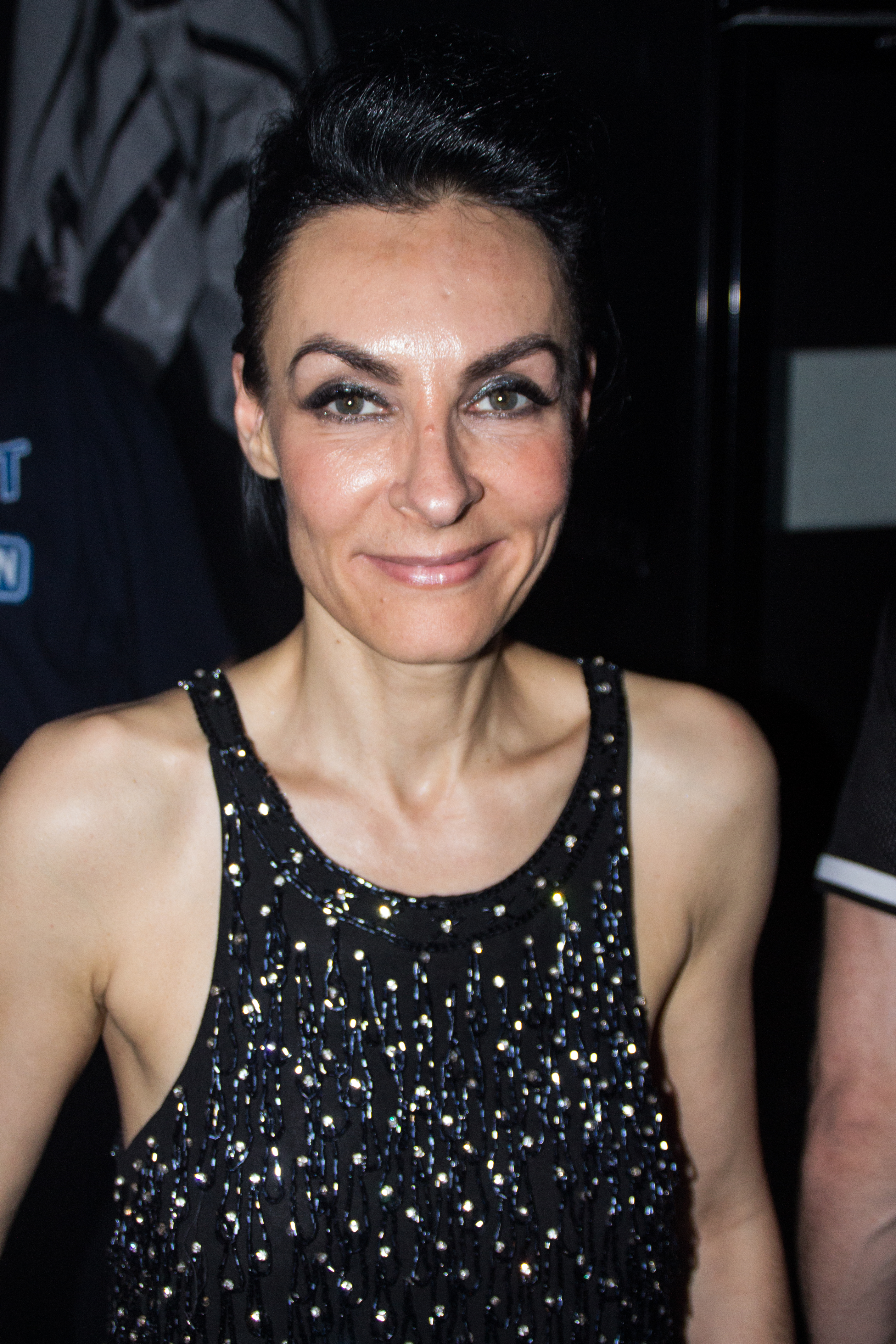
Marusha (* 1966)

- Marušić, Gabriel (* 2003), kroatischer Fußballspieler
- Marusic, Tatjana (* 1971), kroatisch-schweizerische Video- und Installationskünstlerin
- Marusik, Michał (1951–2020), polnischer Politiker
- Maruska, Marion (* 1972), österreichische Tennisspielerin
- Marušková, Lenka (* 1985), tschechische Sportschützin
- Marussawa, Hanna (* 1978), belarussische Bogenschützin
- Marussig, Anton (1868–1925), österreichischer Landschafts-, Porträt-, Figuren- und Genremaler
- Marussig, Guido (1885–1972), italienischer Maler
- Marussig, Pietro (1879–1937), italienischer Maler des Expressionismus und des Novecento
- Marussin, Oleg Alexandrowitsch (* 1981), russischer Marathonläufer
- Marussjak, Jewhen (* 2000), ukrainischer Skispringer
- Maruste, Rait (* 1953), estnischer Jurist und Politiker, Mitglied des Riigikogu
- Maruster, Anastasia (* 1997), moldauische Tanzsportlerin
- Maruster, Sergiu (* 1992), rumänischer Turniertänzer
- Marusyn, Miroslaw (1924–2009), ukrainischer Geistlicher, römisch-katholischer Kurienerzbischof
- Maruszewska, Klaudia (* 1997), polnische Speerwerferin

### Marut
- Marut Budrak (* 1998), thailändischer Fußballspieler
- Marut Dokmalipa (* 1983), thailändischer Fußballspieler
- Maruta, Jungo (* 1963), japanischer Produzent von Animationsfilmen und -serien
- Marutani, Kiyonosuke, japanischer Fußballspieler
- Marutani, Takuya (* 1989), japanischer Fußballspieler
- Maruthas († 422), Arzt und Bischof von Sophene und Tagrith
- Marutjan, Araik (* 1992), deutscher Boxer
- Marutschke, Hans-Peter (* 1951), deutscher Rechtswissenschaftler

### Maruv
- Maruv (* 1992), ukrainische SängerinMaruv (* 1992)

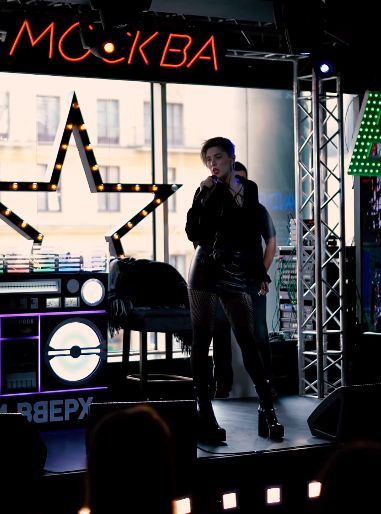
Maruv (* 1992)

### Maruy
- Maruya Saiichi (1925–2012), japanischer Schriftsteller
- Maruya, Seijirō, japanischer Ukiyo-e-Verleger
- Maruyama, Banka (1867–1942), japanischer Aquarellmaler
- Maruyama, Gondazaemon (1713–1749), dritter Yokozuna im japanischen Sumōringen
- Maruyama, Hodaka (* 1984), japanischer Politiker
- Maruyama, Joshiro (* 1993), japanischer Judoka
- Maruyama, Jun (* 1995), japanische Skispringerin
- Maruyama, Kaoru (1899–1974), japanischer Schriftsteller
- Maruyama, Karina (* 1983), japanische Fußballspielerin
- Maruyama, Kazuya (* 1946), japanischer Politiker
- Maruyama, Kenji (* 1943), japanischer Schriftsteller
- Maruyama, Kenji (* 1965), japanischer Judoka
- Maruyama, Koretoshi (* 1936), japanischer Aikidōlehrer
- Maruyama, Masao (1889–1957), japanischer Generalleutnant der Infanterie
- Maruyama, Masao (1914–1996), japanischer Politikwissenschaftler und Historiker
- Maruyama, Nozomi (* 1998), japanische Skispringerin
- Maruyama, Ōkyo (1733–1795), japanischer Maler
- Maruyama, Shigeki (* 1969), japanischer Berufsgolfer
- Maruyama, Shigeo (* 1951), japanischer Jazzmusiker
- Maruyama, Sota (* 1999), japanischer Fußballspieler
- Maruyama, Toshiaki (* 1959), japanischer nordischer Kombinierer
- Maruyama, Yoshiaki (* 1974), japanischer Fußballspieler
- Maruyama, Yūichi (* 1989), japanischer Fußballspieler
- Maruyama, Yuma (* 1998), japanischer Zehnkämpfer